# Matthias Wehr

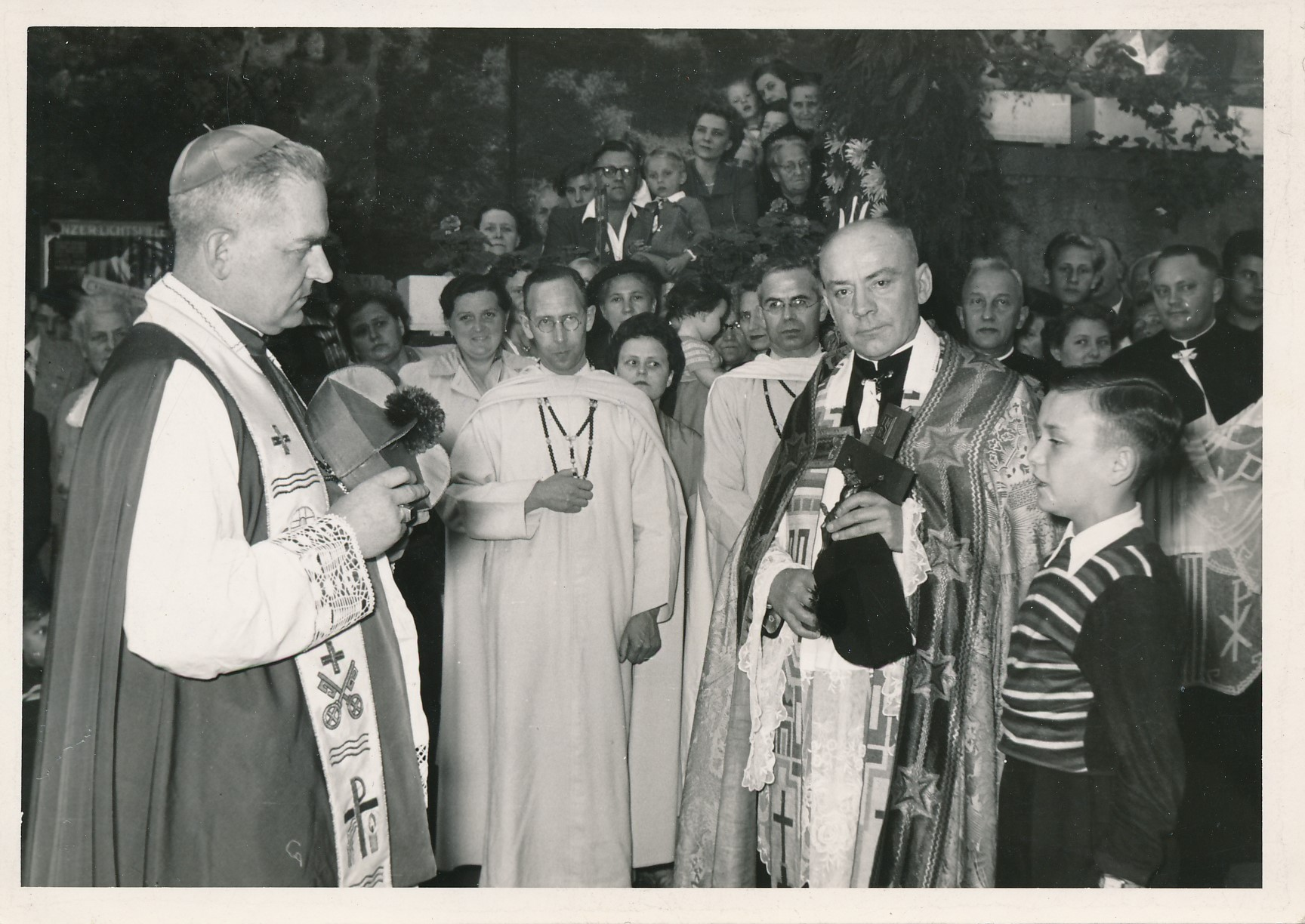
Matthias Wehr 1960 in Linz am Rhein

Matthias Wehr (* 6. März 1892 in Faha, Saar; † 6. November 1967 in Trier) war vom 20. Dezember 1951 bis zum 19. November 1966 Bischof von Trier.

## Leben
Matthias Wehr stammte aus einer Bauernfamilie. Nach der Volksschule besuchte er mit großem Erfolg das Trierer Kaiser-Wilhelm-Gymnasium, das er 1912 mit einem glänzenden Zeugnis der Reife verließ. Ab 1912 studierte er an der Päpstlichen Universität Gregoriana, wo er 1914 zum Dr. phil. promoviert wurde. Nach dem Ersten Weltkrieg studierte er zunächst in Innsbruck, dann wieder in Rom katholische Theologie und wurde 1922 zum Dr. theol. und 1924 zum Dr. iur. can. promoviert. Am 26. März 1922 empfing er die Priesterweihe.
Papst Pius XII. ernannte Matthias Wehr am 3. August 1951 zum Titularbischof von Helenopolis in Palaestina und zum Koadjutorbischof von Trier. Die Bischofsweihe spendete ihm am 29. Oktober 1951 der damalige Apostolische Nuntius in Deutschland und spätere Kardinal, Aloysius Muench. Mitkonsekratoren waren der Koadjutorbischof von Luxemburg, Léon Lommel, und der Trierer Weihbischof Bernhard Stein. Mit dem Tod Franz Rudolf Bornewassers am 20. Dezember 1951 trat er dessen Nachfolge als Trierer Bischof an.
Wichtige Ereignisse in seiner Tätigkeit als Bischof waren die Wallfahrt zum Heiligen Rock 1959, die Förderung des Deutschen Liturgischen Instituts und seiner Studienkurse, ein neues, für ganz Deutschland vorbildliches Diözesangesangbuch (1955), ein neuer Katechismus (1956), schließlich die Überarbeitung der Eckerschulbibel und vor allem das Zweite Vatikanische Konzil (1962–65), an dem er trotz seines schlechten Gesundheitszustandes teilnahm. Am 7. Oktober 1966 bot er wegen der Krankheit den Rücktritt von seinem Amt an. Seinem Rücktrittsgesuch wurde durch Papst Paul VI. am 19. November 1966 stattgegeben; gleichzeitig ernannte dieser ihn zum Titularbischof von Rusuca.
1961 wurde er mit dem Großen Verdienstkreuz mit Stern und Schulterband der Bundesrepublik Deutschland ausgezeichnet. In Trier wurde Wehr durch eine 2003 nach ihm benannte Straße in Heiligkreuz geehrt. Ebenso trägt eine Straße in seinem Geburtsort Faha seinen Namen.
Da der Trierer Dom zum Zeitpunkt seines Todes restauriert wurde, setzte man Matthias Wehr zunächst provisorisch bei. Erst nach Fertigstellung der Renovierungsarbeiten wurden Wehr und sein Vorgänger Bornewasser in die Mittelkrypta umgebettet, die man als Grablege für die Trierer Bischöfe eingerichtet hatte.